# Harry Nielsen (atlet)
 Der er flere personer med dette navn, se Harry Nielsen.
Harry Nielsen var en dansk atlet medlem af Københavns IF. Han vandt det danske meterskab på 8km cross og dermed Kongepokalen 1918 samme år vandt han også Fortunløbet med hans bror William Nielsen på anden pladsen.

## Danske mesterskaber
- Bronze 1921 10.000 meter 34:53.0
- Guld 1918 8 km cross
- Sølv 1917 10.000 meter 35:00.5
- Sølv 1916 10.000 meter 33:28.
- Sølv 1915 10.000 meter 33:38.4

## Film
- Optagelser fra Fortunløbet i Dyrehaven i 1918. Harry Nielsen fra Københavns Idræts Forening vinder løbet.